# Hestetunge (art)
Hestetunge (Mertensia maritima) er en 20-40 cm høj urt, der vokser på grusede strandbredder. I Danmark er det en fredet plante, der måske nu helt er forsvundet.

## Beskrivelse
Hestetunge er en flerårig urt med en nedliggende, stærkt forgrenet vækst. Stænglerne er glatte og først blågrønne, men snart efter rødligt anløbne. De laveste blade har vingede bladstilke, men i øvrigt er bladene ægformede og tilspidsede, næsten sukkulente og helrandede. Over- og undersider er hårløse (usædvanligt i Rublad-familien!) og blågrønne.
Blomstringen sker i juni-juli, hvor man ser de krukkeformede, blå blomster sidde samlet i endestillede svikler. De trekantede delfrugter er glatte og oppustede.
Rodnettet består af mange, kraftige og dybtgående hovedrødder.
Højde x bredde og årlig tilvækst: 0,25 x 0,40 m (25 x 40 cm/år).

## Voksested
Arten er udbredt i Nordeuropa og Nordamerika, hvor den findes på stenede eller grusede strande. I Danmark er den fredet og meget sjælden, da planten er arktisk og har sin sydgrænse her i landet. Den er kun kendt fra Nordjylland.
Langs kysten af Svalbard findes den i pionersamfund sammen med bl.a. Carex subspathacea og Carex ursina (arter af star), Sagina nivalis (en art af firling) og strandarve
| Portal | Portal:Botanik |

## Note
1. ↑  Øystein Overrein og Lennart Nilsen: Svalbard's vegetation Arkiveret 21. december 2009 hos  Wayback Machine (engelsk)